# 22249 Палац Піонерів
22249 Палац Піонерів  (22249 Dvorets Pionerov) — астероїд головного поясу, відкритий 11 вересня 1972 року.
Тіссеранів параметр щодо Юпітера — 3,549.